# Paweł Zych
Paweł Zych (ur. 1971) – polski hokeista, nauczyciel.
Wychowanek Podhala Nowy Targ. Uczestniczył w turnieju hokejowym na Zimowej Uniwersjadzie 1993.
Ukończył studia na kierunku wychowanie fizyczne. Pracował jako trener grup młodzieżowych Podhala Nowy Targ. Został nauczycielem. Do 1992 był nauczycielem w Zespole Szkół nr 1 w Nowym Targu. Później pełnił funkcję wicedyrektora Gimnazjum nr 3 w Klikuszowej przez siedem lat, a następnie został tamże wicedyrektorem społecznym. Został dyrektorem Szkoły Podstawowej nr 4 w Nowym Targu
Został zawodnikiem TS Old Boys Podhale, w 2014 zdobył z drużyną złoty medal mistrzostw Polski oldbojów. W maju 2013 został wybrany prezesem Zarządu Towarzystwa Sportowego Old Boys Podhale.